# Jean Natiez
Jean Natiez, né le 17 avril 1938 à Lille, est un professeur d'histoire, homme politique et généalogiste français. Agrégé d'histoire, il enseigne à Nantes à partir de 1965. Membre du PS, tendance CERES, il est élu député  de Loire-Atlantique en 1981 et réélu en 1986. Il s'éloigne de la vie politique dès 1988 et crée un cabinet de généalogie.

## Biographie

### Origines familiales et formation
Né d'une mère belge et d'un père français employé de bureau dans une société linière, il effectue ses études secondaires au petit séminaire de Castres, où sa famille a déménagé après la Seconde Guerre mondiale.
En 1952, revenu dans le Nord, il poursuit ses études secondaires dans une institution catholique. Il entre ensuite à l'université de Lille en histoire-géographie et est reçu au CAPES en 1963, effectuant son stage pratique à Nantes. L'année suivante, il est reçu à l'agrégation d'histoire.

### Carrière de professeur d'histoire
Il est nommé professeur d'histoire-géographie titulaire au lycée Georges-Clemenceau de Nantes en 1965.
En 1971, il est nommé au lycée Gabriel-Guist'hau en classes préparatoires.

### Carrière  politique (1971-1988)
Il adhère au Parti socialiste à l'issue du congrès d'Épinay.
En 1973, il adhère au CERES et se présente en vain aux législatives dans la 4e circonscription de la Loire-Atlantique contre le député sortant Joseph-Henri Maujoüan du Gasset. Cinq ans plus tard, il enregistre un deuxième échec contre ce dernier.
En 1979, le CERES prend la direction de la fédération socialiste de Loire-Atlantique. Jean Natiez en devient le secrétaire.
Il quitte ses fonctions quand il est élu à l'Assemblée nationale en 1981, dans la 1re circonscription de la Loire-Atlantique en battant Dominique Pervenche,.
Membre du comité directeur du Parti socialiste, il siège à partir de 1983 au secrétariat national, chargé des élections avec Jean Poperen,.
Il est réélu sur liste départementale aux législatives de 1986.

### En retrait de la vie politique (depuis 1988)
Il renonce à la vie politique en juin 1988, quittant le PS.
Il ouvre avec son épouse un cabinet de généalogie baptisé « La galerie des ancêtres »,.

## Synthèse des mandats
- 21 juin 1981 - 1er avril 1986 : Député de Loire-Atlantique (1re circonscription)
- 16 mars 1986 - 14 mai 1988 : Député de Loire-Atlantique